# Neon Genesis Evangelion
Neon Genesis Evangelion (新世紀エヴァンゲリオン?, Shin seiki Ebangerion, lett. "Nuovo secolo Evangelion" o, in senso più ampio, "Vangelo del nuovo secolo") — anche noto come Evangelion, Eva o con l'acronimo NGE — è una serie televisiva anime di ventisei episodi del 1995 prodotta dallo studio Gainax, animata dalla Tatsunoko e sceneggiata e diretta da Hideaki Anno. Premiata con numerosi riconoscimenti, l'opera è considerata uno degli anime più acclamati e influenti di tutti i tempi ed è caratterizzata dalla presenza di numerosi riferimenti religiosi cabalistici, ebraici e biblici, nonché da una profonda introspezione psicologica dei personaggi, portata avanti tramite diversi monologhi interiori dei protagonisti.
La storia, ambientata nella futuristica città di Neo Tokyo-3 a distanza di quindici anni da una catastrofe planetaria nota come Second Impact, si incentra sulle vicende di Shinji Ikari, un ragazzo che viene reclutato dall'agenzia speciale Nerv per pilotare un mecha gigante noto con il nome di Eva e combattere in questo modo, assieme ad altri piloti, contro dei misteriosi esseri chiamati angeli. La serie fu trasmessa per la prima volta in Giappone su TV Tokyo a partire dal 4 ottobre 1995 e si concluse il 27 marzo dell'anno seguente. L'adattamento italiano venne distribuito dalla Dynamic Italia e, successivamente, fu trasmesso su MTV.
A causa di ritardi di produzione, la seconda metà della serie patì un notevole calo nella qualità delle animazioni, e gli ultimi due episodi vennero realizzati in pochi giorni, abbandonando il copione originale. Le puntate, focalizzandosi soltanto sul percorso interiore dei protagonisti, Shinji in particolare, lasciarono molti misteri irrisolti. Nel 1997 Hideaki Anno e lo studio Gainax decisero di realizzare due lungometraggi animati che potessero chiudere definitivamente la trama: Death & Rebirth, composto da vari spezzoni tratti dai primi ventiquattro episodi della serie televisiva e da alcune sequenze inedite, e The End of Evangelion, che rappresenta un rifacimento delle ultime due puntate originali. Altri adattamenti sono rappresentati da un manga scritto e disegnato dal character designer della serie, Yoshiyuki Sadamoto, da una vasta serie di videogiochi, diversi spin-off cartacei, dall'ONA Petit Eva - Evangelion@School e dai lungometraggi d'animazione che compongono la tetralogia Rebuild of Evangelion.

## Trama

### Antefatti
Il 13 settembre 2000 un violento cataclisma colpisce l'Antartide, causando il completo scioglimento della calotta australe e una notevole variazione nell'inclinazione dell'asse terrestre. I successivi cambiamenti climatici, l'innalzamento del livello del mare e lo scatenarsi di conflitti globali per aggiudicarsi le poche risorse rimanenti portano alla morte di circa tre miliardi di persone. L'esplosione, denominata Second Impact, viene attribuita allo schianto di un poderoso meteorite sul polo sud. La vera causa della catastrofe però è da ricercarsi in un fallimentare esperimento eseguito da un gruppo di scienziati su di un colossale essere umanoide chiamato Adam, primo di una serie di misteriosi nemici conosciuti come angeli. L'esperimento viene condotto da una spedizione guidata dal dottor Katsuragi, dietro cui si cela un'organizzazione chiamata Seele e il suo enigmatico Progetto per il perfezionamento dell'uomo. Per realizzare il piano viene istituito un centro di ricerca chiamato Gehirn, il cui scopo principale è quello di sviluppare contromisure adeguate contro gli attacchi di ulteriori angeli, previsti in alcuni documenti noti come pergamene del Mar Morto. Vedono così la luce gli enormi umanoidi artificiali Evangelion, i tre supercomputer Magi e la città di Neo Tokyo-3. L'organizzazione, portati a termine i propri compiti, viene rinominata Nerv e, sotto la guida di Gendō Ikari, viene incaricata di contrastare l'imminente attacco degli angeli.

### Intreccio
Nel 2015 i mutamenti climatici causati dal Second Impact si sono stabilizzati e l'umanità si è adattata al nuovo ecosistema. La Nerv ha avanzato i propri studi producendo tre unità Evangelion: le Unità 00, 01 e 02. Il quattordicenne Shinji Ikari, dopo aver trascorso dieci anni separato da suo padre Gendō, si reca a Neo Tokyo-3 per incontrarlo, essendo stato scelto come pilota dell'Eva-01, a bordo del quale deve affrontare gli angeli in qualità di Third Children. Trasferitosi definitivamente in città, Shinji va a vivere presso la sua nuova tutrice, Misato Katsuragi, conosce le sue colleghe Rei Ayanami, pilota dell'Eva-00, e Asuka Sōryū Langley, pilota dell'Eva-02, e stringe amicizia con i suoi nuovi compagni di classe Tōji Suzuhara e Kensuke Aida.
Con il susseguirsi degli eventi e delle battaglie contro gli angeli la vera natura dei nemici e degli Evangelion viene progressivamente messa in dubbio. Con il deteriorarsi dei rapporti tra Seele e Nerv, inoltre, si scoprono i reali obiettivi delle due organizzazioni e il loro collegamento con il Progetto per il perfezionamento dell'uomo. I piloti intanto continuano a combattere gli angeli, i quali, tra scontri fisici e mentali, acuiscono le loro debolezze psicologiche e li costringono ad affrontare le proprie ansie e le proprie paure. Asuka, non riuscendo a reggere lo sforzo, si chiude in uno stato catatonico dopo aver subito un attacco psichico da parte dell'angelo Arael. La Seele dunque invia Kaworu Nagisa alla Nerv in qualità di pilota di rimpiazzo dell'Unità 02. Il giovane stringe immediatamente amicizia con Shinji, ma si rivela essere l'ultimo angelo Tabris. Kaworu, dopo aver preso controllo dell'Eva-02, tenta di ricongiungersi con il primo angelo Adam, che crede custodito nel Terminal Dogma del quartier generale della Nerv. Dopo aver scoperto che l'angelo rinchiuso nel Terminal Dogma è in realtà Lilith egli chiede a Shinji di essere ucciso e far sopravvivere il genere umano, desiderio che il compagno esaudisce esitante. In seguito le anime dell'umanità si fondono in un'unica coscienza collettiva nel Progetto per il perfezionamento dell'uomo; Shinji, interrogandosi sul significato della vita e sul suo rapporto con le altre persone, giunge alla conclusione che l'esistenza non è determinata e che non si può vivere fuggendo il contatto umano, distruggendo il guscio protettivo che si era costruito intorno al proprio animo. I personaggi riappaiono nella loro individualità e lo applaudono; Shinji, sorridendo, li ringrazia tutti.

## Personaggi
(Hideaki Anno)

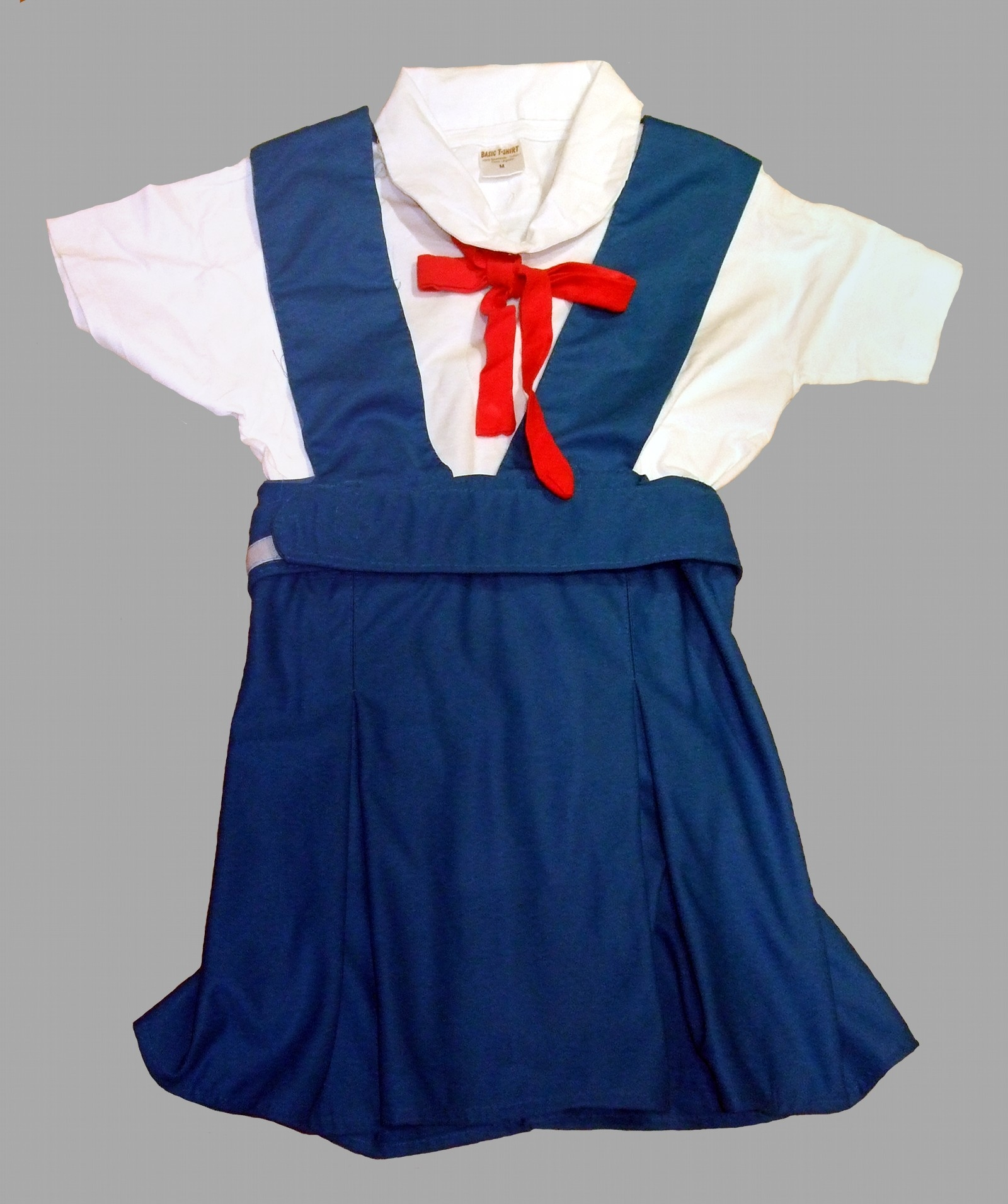
Riproduzione dell'uniforme scolastica indossata da Rei e Asuka

I personaggi di Neon Genesis Evangelion sono caratterizzati da ferite psichiche, problematici rapporti interpersonali e lotte interiori. I tre protagonisti della serie, ad esempio, sono segnati da esperienze traumatiche e difficoltà relazionali: Rei Ayanami, clone genetico di Yui Ikari, affronta sentimenti di alienazione e di angoscia esistenziale a causa della sua condizione; il carattere eccessivamente competitivo e la profonda mancanza di autostima di Asuka Sōryū Langley traggono la propria origine dalla malattia mentale e dal conseguente suicidio della madre, Kyōko Sōryū Zeppelin; Shinji Ikari è stato abbandonato da suo padre dopo la morte della madre. Analoghi traumi emotivi sono riscontrabili nei personaggi adulti, come Misato Katsuragi, il cui padre si è sacrificato durante il Second Impact per salvarle la vita, e Gendō Ikari, che desidera ricongiungersi con la moglie, morta in un misterioso incidente.
Il regista della serie animata, Hideaki Anno, ha descritto Neon Genesis Evangelion come una «pellicola personale» nella quale ciascun personaggio riflette una parte della propria personalità. Egli stesso ha dichiarato che: «Tutti i personaggi di Evangelion sono me». Secondo l'assistente alla regia, Kazuya Tsurumaki, ognuno di loro rappresenta «un lato del regista», tanto il protagonista maschile, Shinji Ikari, quanto personaggi apparentemente secondari come Misato, Rei, Kaworu Nagisa e Ryōji Kaji: «Tutti i personaggi di Evangelion hanno la stessa personalità. A livello superficiale sono stati usati diversi "condimenti", ma in fondo sono estremamente simili».

## Produzione
(Hideaki Anno)

### La genesi dell'opera

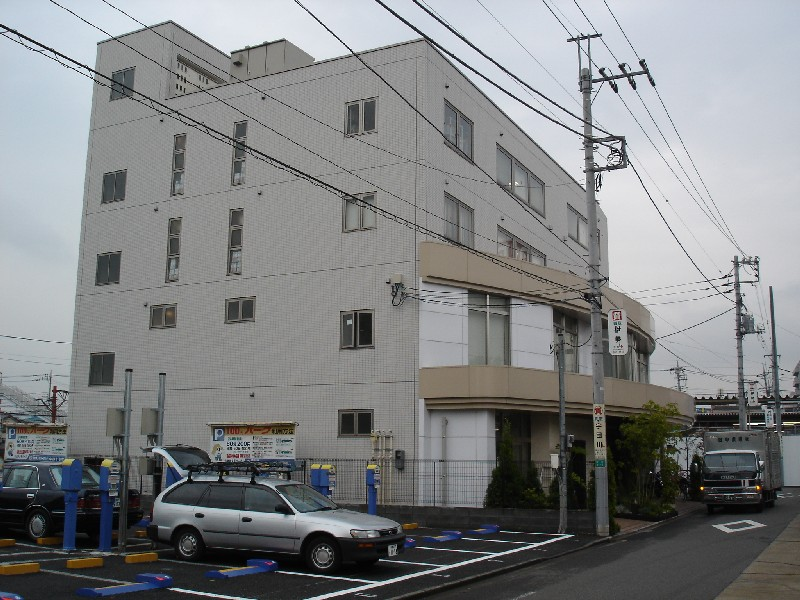
La vecchia sede della Gainax a Koganei, Tokyo

Lo studio Gainax incominciò a pianificare la serie nel luglio del 1993. L'azienda fino a qualche tempo prima era impegnata nella realizzazione di Blue Uru (蒼きウル?, Aoki Uru), lungometraggio animato concepito come seguito della pellicola Le ali di Honneamise. Per via di problemi di produzione e scarsi finanziamenti il progetto fu rimandato a tempo indeterminato. Come regista della pellicola era stato scelto Hideaki Anno, uno dei membri fondatori dello studio, secondo delle voci di corridoio afflitto da una profonda depressione sin dalla conclusione della sua precedente opera, Nadia - Il mistero della pietra azzurra. Secondo un aneddoto raccontato da un suo collega alla Gainax, Yasuhiro Takeda, un giorno Anno decise di uscire e bere qualcosa con Toshimichi Ōtsuki della King Records, suo vecchio amico. Parlando Toshimichi gli propose di collaborare con lui su una nuova serie animata; il regista accettò subito la proposta, entrò nello studio e annunciò la notizia, senza che nessun collega battesse ciglio. Ōtsuki sostenne di nutrire totale fiducia nei confronti dell'amico, dandogli carta bianca per «qualunque cosa». Per diverse ragioni però impose al regista due condizioni: quella di non abbandonare la collaborazione con la King Records per almeno cinque anni e quella di non far morire personaggi minorenni in corso d'opera.
Il regista, dopo aver accettato anche le due condizioni di Ōtsuki, sviluppò la nuova serie riprendendo delle idee di Blue Uru. La trama di Blue Uru era incentrata infatti su un protagonista abituato a fuggire dalle responsabilità e che accetta l'ardua impresa di salvare l'eroina della vicenda. Secondo Takeda, grazie ad Aoki Uru Anno riuscì ad acquisire «la determinazione giusta per non fuggire dai problemi, e quanto visto in Evangelion potrebbe essere un semplice riflesso di quei sentimenti». Egli ideò l'intera trama della serie come una metafora della propria vita e dei suoi quattro anni di stallo. Lui stesso durante la produzione dichiarò che:
(Hideaki Anno)
Fin dagli albori della produzione il regista si prefissò l'intento di aumentare il numero degli otaku e di creare una serie innovativa che fosse capace di cambiare l'animazione giapponese. Per Yoshiyuki Sadamoto, character designer della serie, Neon Genesis Evangelion avrebbe dovuto essere «l'antitesi» di tutte le serie animate mecha del tempo. Analoghi commenti furono fatti da Hideaki Anno, secondo il quale: «Penso che con il passare del tempo gli anime mecha si siano adattati a un modello già confezionato, ma io ho voluto spezzare questo schema». In un'altra intervista invece sostenne di aver creato Evangelion con l'intenzione di «essere felice e di rendere felici gli appassionati di animazione, nel tentativo di riunire il pubblico più ampio possibile». Egli impostò la sua opera sul tema di una battaglia tra gli dèi e gli esseri umani, proponendo di intitolarla Alcion (アルシオン?, Arushion). La sua idea però non trovò spazio nel progetto definitivo per assenza di una consonante sonora e perché giudicata poco accattivante. Al suggerimento iniziale si preferì il termine greco Evangelion, foneticamente simile a Densetsu kyojin Ideon, suggerito in fase di pre-produzione da Sadamoto.

### La realizzazione
Oltre alla Gainax nella produzione della serie furono coinvolte TV Tokyo, la Nihon Ad Systems, la Production I.G e lo Studio Ghibli. Hideaki Anno lavorò come regista e sceneggiatore e diede direttive sia per quanto riguarda il character design, sia per il mecha design. Al suo fianco lavorarono Yoshiyuki Sadamoto come character designer, Hiroshi Kato come direttore artistico, Kazuya Tsurumaki come assistente alla regia, Ikuto Yamashita come mecha designer e Noriko Kobayashi e Yutaka Sugiyama in qualità di produttori.
Due anni prima della messa in onda la Gainax pubblicò un documento di presentazione del progetto per trovare eventuali finanziatori intitolato Kikakusho (企画書? lett. "Proposta"). Nel progetto iniziale gli angeli avrebbero dovuto essere ventotto; nel primo episodio della serie ci sarebbe stata la battaglia tra un angelo di nome Raziel e l'Unità 00 di Rei Ayanami, e Shinji sarebbe salito sull'Unità 01 solamente dopo la temporanea sconfitta del nemico e il ritiro dello 00 danneggiato. Nella sua prima versione inoltre il finale sarebbe consistito nell'attacco di dodici angeli dalla Luna; le Nazioni Unite avrebbero deciso di abbandonare il Progetto per il perfezionamento dell'uomo e sarebbero state rivelate le rovine di un antico rudere chiamato Arqa. La realizzazione dei primi due episodi della serie incominciò nel settembre del 1994. Entrambi furono proiettati in formato 16 millimetri davanti a un pubblico di duecento persone durante il secondo festival della Gainax, tenutosi il 22 e il 23 luglio 1995; secondo Takeda però il lavoro era ancora in uno stadio precoce.
Nonostante le linee guida del progetto fossero state già grossomodo delineate la trama e lo sviluppo dei personaggi erano privi di un preciso piano precostruito; per tale ragione la vicenda si andava definendo solo durante la messa in onda e la contemporanea produzione degli episodi. Tutto ciò, unito alla serrata tabella di marcia, diede al regista la sensazione di un «concerto» dal vivo, con ampio spazio all'improvvisazione; lui stesso dichiarò: «Durante la produzione, ascoltando opinioni diverse o analizzando il mio stato d'animo, ho messo continuamente in discussione me stesso». Ad esempio, durante l'ideazione del secondo episodio venne aggiunta una prima menzione del Progetto per il perfezionamento dell'uomo, uno dei concetti cardini dell'intera vicenda; Anno però non aveva ancora deciso niente di definitivo al riguardo, non sapendo «che cosa dovesse perfezionare».

Ulteriori cambiamenti alla trama vennero introdotti in seguito all'attentato alla metropolitana di Tokyo del 20 marzo 1995, operato dal nuovo movimento religioso Aum Shinrikyō. Anno, temendo una censura e non volendo privare la storia del suo potenziale interpretativo a causa dell'evidente somiglianza con la realtà storica, modificò lo scenario originale della serie, ritenendolo «inadatto» per l'imminente messa in onda e troppo vicino agli eventi del mondo reale. Lo stesso regista, pur ammettendo la presenza di parallelismi fra Evangelion e Aum Shinrikyō, criticò i metodi autoreferenziali del gruppo e la chiusura comunicativa dei suoi membri, ritenendola affine a quella degli otaku. Nel sedicesimo episodio, distaccandosi ancora di più dal progetto originario, venne inserito un lungo flusso di coscienza di Shinji Ikari e il concept della serie si spostò in direzione introspettiva e psicologica. Secondo Hiroki Azuma, critico culturale che intervistò personalmente il regista, l'improvviso cambio di rotta fu frutto di una decisione presa durante la prima messa in onda e sulla base delle reazioni avute dagli appassionati di animazione. Notando la loro chiusura al mondo, da lui associata a un autismo selettivo, egli decise di cambiare completamente l'atmosfera degli episodi seguenti; le scene di fan service furono eliminate, i personaggi diventarono sempre più chiusi e tormentati e si calcò la mano sulla tematica dell'incomunicabilità, lanciando una critica al mondo otaku. Il brusco cambiamento di atmosfera coincise inoltre con il suo accresciuto interesse per la psicologia e le malattie mentali:
(Hideaki Anno)
Durante la realizzazione degli ultimi episodi di Neon Genesis Evangelion insorsero dei problemi di tempo a causa della disastrosa tabella di marcia. Secondo Toshio Okada, ex membro dello studio Gainax e amico di vecchia data di Hideaki Anno, la Tatsunoko e TV Tokyo non riuscirono a gestire adeguatamente la scaletta di produzione della serie, causando l'insoddisfazione e l'insofferenza del regista. Le circostanze costrinsero la Gainax al riutilizzo di fotogrammi già utilizzati, portando a una generale diminuzione della qualità delle animazioni. Anche fra il personale si avvertì una crescente frenesia. Con l'avvicinarsi della scadenza l'assistente alla regia, Kazuya Tsurumaki, provò un gran «senso di tensione»; lui stesso dichiarò:
(Kazuya Tsurumaki)

### Gli ultimi due episodi e i lungometraggi diEvangelion

Logo della Production I.G, responsabile degli effetti speciali di alcuni episodi della serie e co-produttrice dei due lungometraggi del 1997

Per far fronte ai tempi di produzione, sempre più serrati e prossimi alla scadenza, il penultimo episodio non seguì la sceneggiatura originale. Una sorte simile toccò poi all'episodio finale, che fu realizzato soltanto in quattro giorni lavorativi. Durante questo lasso di tempo Anno venne costretto ad accantonare e riscrivere la sceneggiatura dell'episodio, che si trovava ancora nelle prime fasi di sviluppo, sperimentando nuove soluzioni registiche. In un primo momento pensò di realizzare una puntata di semplici dialoghi e senza animazioni, ma l'idea venne rifiutata e accantonata. Entrambe le puntate nella loro versione finale si focalizzarono sulla psicologia dei personaggi principali, senza offrire una conclusione chiara all'intreccio narrativo della serie: nel venticinquesimo i personaggi principali si sottopongono tutti insieme a una seduta psicoanalitica in un teatro buio, ripercorrendo la propria infanzia tramite analessi; nel ventiseiesimo, invece, il protagonista discute in un lungo flusso di coscienza sul significato della vita.
Fin da subito gli appassionati si chiesero le ragioni del cambio di rotta, interrogando Hideaki Anno in proposito. Il regista sostenne che il penultimo episodio venne riscritto praticamente daccapo, mentre per l'episodio conclusivo nonostante tutto seguì almeno a grandi linee l'idea che aveva in mente sin dall'inizio. Dopo aver realizzato le ultime due puntate, inoltre, egli rimase soddisfatto del risultato, trovandole in linea con il proprio stato d'animo. Simili dichiarazioni furono fatte dal suo collega Toshimichi Ōtsuki, produttore di Evangelion e suo grande amico, il quale sostenne che: «Credo che Anno volesse fare sul serio quel finale». Anche Yoshiyuki Sadamoto, character designer della serie, trovò le due puntate soddisfacenti; secondo Sadamoto l'unico problema degli episodi risiederebbe nella mancanza di una connessione «immediatamente comprensibile» tra la ventiquattresima e la venticinquesima puntata: «Se fosse stata usata la sceneggiatura originale del penultimo episodio ci sarebbe stato un chiaro collegamento con i due episodi conclusivi».
Gli episodi delusero e confusero degli appassionati. Anche la carta stampata si interessò del caso; secondo il Mainichi Shinbun: «Quando il venticinquesimo episodio andò in onda quasi tutti gli spettatori si sentirono traditi [...] Lo scrittore Eiji Ōtsuka inviò una lettera allo Yomiuri Shinbun lamentandosi del finale della serie, e il dibattito assunse una portata nazionale». Anno, nonostante le critiche ricevute, ribadì il proprio punto di vista, dichiarandosi soddisfatto degli episodi finali:
(Hideaki Anno all'Anime Expo di Anaheim, California del 1996)
Secondo Toshio Okada ai problemi di tempo si aggiunse anche l'indecisione dello sceneggiatore, che rimandò all'ultimo la decisione finale. Yoshiyuki Sadamoto, interrogato sulla complessità filosofica degli ultimi due episodi, sostenne di averla interpretata come il risultato della difficile situazione in cui si trovò il regista, sempre più stanco e sull'orlo della depressione. Alcuni ipotizzarono una censura dovuta ad alcune lamentele alzate dall'Associazione Genitori e Insegnanti (PTA), ma il regista non menzionò mai nulla di simile, ribadendo l'intenzionalità artistica del risultato. Gli appassionati chiesero a gran voce una conclusione più chiara all'intreccio narrativo della serie e una spiegazione ai numerosi interrogativi rimasti irrisolti. Poco dopo la conclusione della prima messa in onda lo studio Gainax annunciò la produzione di un rifacimento delle due puntate conclusive. Sembra che il regista pensasse di concludere la serie con un solo capitolo; il materiale prodotto però raggiunse una mole tale da spingere alla realizzazione di due lungometraggi, il secondo dei quali avrebbe offerto, secondo Hideaki Anno, «lo stesso finale [della serie], ma visto da una prospettiva inedita». Il 15 marzo del 1997 uscì nelle sale giapponesi Neon Genesis Evangelion: Death & Rebirth, lungometraggio animato diviso in due segmenti: Shi (シ? "morte"), montaggio di vari spezzoni animati tratti dai primi ventiquattro episodi della serie, incluse alcune sequenze inedite; e Shinsei (新生? "rinascita"), breve anticipazione della pellicola Neon Genesis Evangelion: The End of Evangelion, uscita il 19 luglio di quell'anno e suddivisa in altri due segmenti, intitolati Episodio 25': Air / Love is destructive. ed Episodio 26': A te il mio animo sincero / I need you., versioni revisionate delle ultime due puntate della serie televisiva originale. Il 7 marzo 1998 uscì nei cinema giapponesi il terzo lungometraggio, Revival of Evangelion, in cui i due  lungometraggi del 1997, parzialmente sovrapposti, vennero concatenati sostituendo a Death la sua versione definitiva, Death(true)², ed eliminando la parte in comune.

## Riferimenti culturali
Neon Genesis Evangelion contiene riferimenti culturali a diverse discipline, come la religione, la biologia, la filosofia e la psicologia, nonché a libri e prodotti della cultura popolare, come i romanzi di Ryū Murakami, Andromeda di Michael Crichton, Divina invasione di Philip K. Dick, Le guide del tramonto di Arthur C. Clarke, il lungometraggio The Hitcher, le serie televisive Il prigioniero, Thunderbirds, UFO, Ultraman, Ultraseven e i libri di fantascienza di Cordwainer Smith. L'opera è influenzata inoltre da numerose serie d'animazione precedenti, come Devilman, Mazinga Z di Gō Nagai, Mobile Suit Gundam e Densetsu kyojin Ideon, ricalcando la maggior parte dei contenuti e delle tematiche presentate nella precedente opera dello studio Gainax, Nadia - Il mistero della pietra azzurra, di cui avrebbe dovuto essere, nelle intenzioni iniziali degli autori, una sorta di seguito. Ulteriori riferimenti culturali sono rintracciabili nei nomi dei protagonisti della serie animata, attinti da romanzi, navi da guerra o fumetti giapponesi. Quasi tutti i nomi dei personaggi sono opera del principale sceneggiatore della serie, Hideaki Anno, e ne riflettono i gusti letterari; egli stesso dichiarò di averli «presi in prestito» dalle più svariate fonti di ispirazione.

### Religione

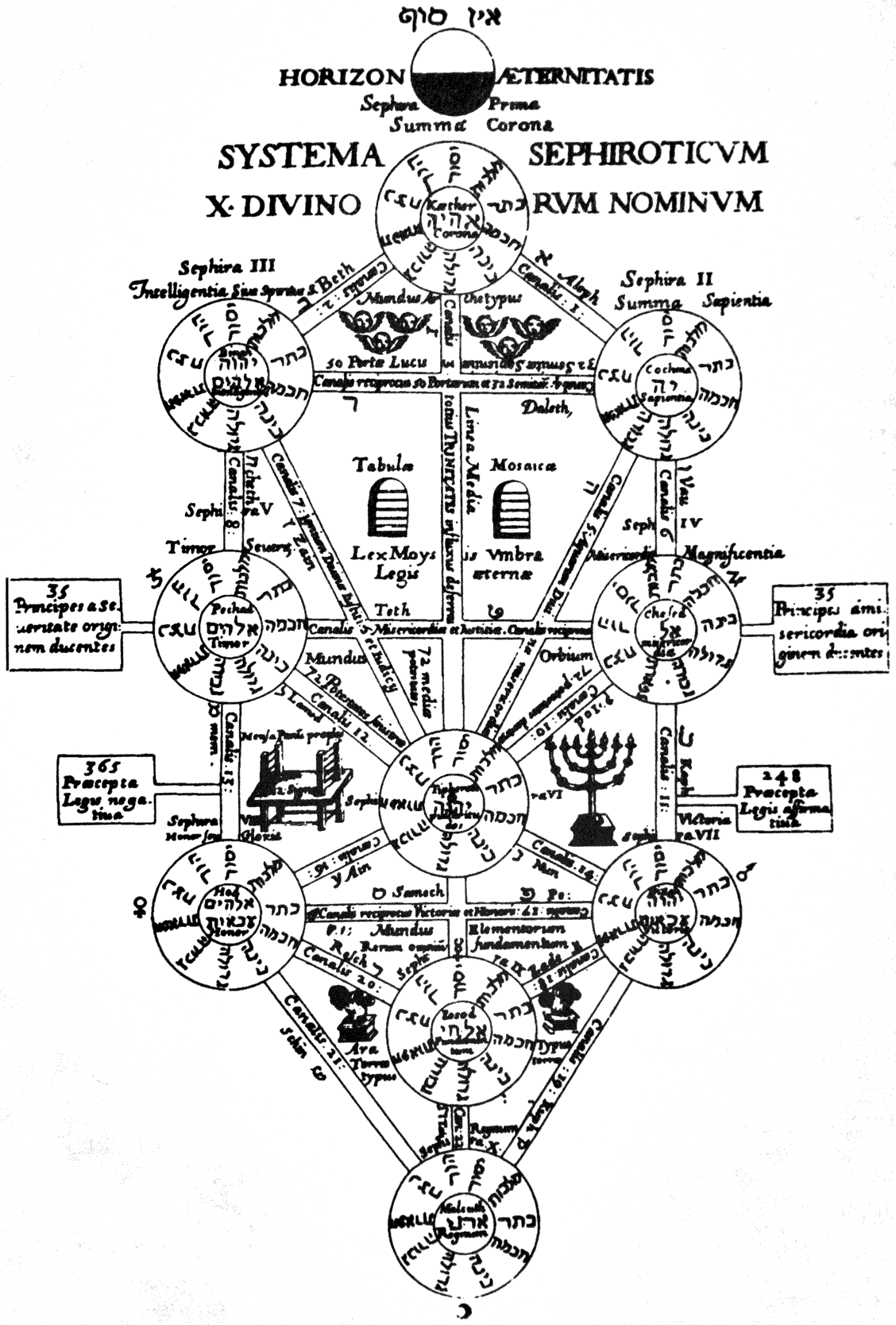
L'albero della vita con le dieci sĕfirōt, un diagramma esoterico che appare nella sigla di apertura della serie e sul soffitto dell'ufficio di Gendō

In Neon Genesis Evangelion sono disseminati numerosi riferimenti religiosi, con particolare riguardo alla religione cristiana, all'ebraismo ortodosso e alla cabala ebraica. Gli elementi religiosi ed esoterici sembrano essere stati estrapolati e inseriti all'interno della serie per mitopoiesi, mutandone quindi il senso originario; gran parte dei riferimenti e delle allusioni mantiene però un certo legame con le fonti e le tradizioni religiose di appartenenza. Secondo l'assistente alla regia, Kazuya Tsurumaki, lo studio Gainax decise di inserire temi e motivi iconografici religiosi per conferire alla serie un'aria «esotica e misteriosa» e differenziarla dagli altri anime robotici. Tsurumaki, inoltre, negò l'esistenza di un «significato cristiano» all'interno dell'opera, dicendo che: «Noi [del personale] pensammo che questa fusione di scienza e religione avrebbe reso la serie più interessante».
In delle interviste Hideaki Anno sostenne di aver studiato il cristianesimo usando dei semplici libri introduttivi, delle enciclopedie simili a dei dizionari; secondo lui: «[In Evangelion] ci sono varie "parole chiave", ma, in tutta onestà, sono semplici simboli che presi singolarmente non hanno un vero significato. Ma se queste "parole chiave" vengono mescolate fra di loro emergerà un significato di fondo». In altre occasioni ribadì il suo punto di vista, dicendo di aver usato il cristianesimo per motivi artistici e di «atmosfera», come «materiale comodo per strutturare la storia» ed esplorarne delle tematiche filosofiche. Con gli elementi cristiani, in particolare, creò quella che lui stesso definì «una storia sulla redenzione» e sul «destino del genere umano», priva però di un'autentica redenzione per l'umanità.
Molteplici sono i rimandi visivi o concettuali alla mitologia giudaico-cristiana, come numerose allusioni visive alla croce e alla crocifissione, così come richiami alla lancia di Longino, ai re magi, ai rotoli del Mar morto, il primo uomo biblico Adamo, la prima donna Eva, Lilith, il Guf, l'uomo primordiale Adam Qadmon, i dodici apostoli, la divinità babilonese Marduk e agli angeli dell'Antico Testamento. Anche gli umanoidi Evangelion e il Progetto per il perfezionamento dell'uomo sembrano avere affinità con concetti mitologici ed esoterici; gli Evangelion hanno dei punti in comune con la figura del golem, mentre il Progetto per il perfezionamento è concettualmente affine al Tiqqun 'olam (in ebraico תיקון עולם‎?, lett. "perfezionamento del mondo") ebraico. Ulteriori riferimenti religiosi sono rintracciabili nella sigla di apertura, nella quale compare un testo simile al Sefer Raziel HaMalakh, e nei nomi degli angeli della serie, ciascuno dei quali ricalca intenzionalmente caratteristiche, funzioni e prerogative del proprio omonimo delle antiche fonti sacre.

### Psicologia e filosofia
(Hideaki Anno)

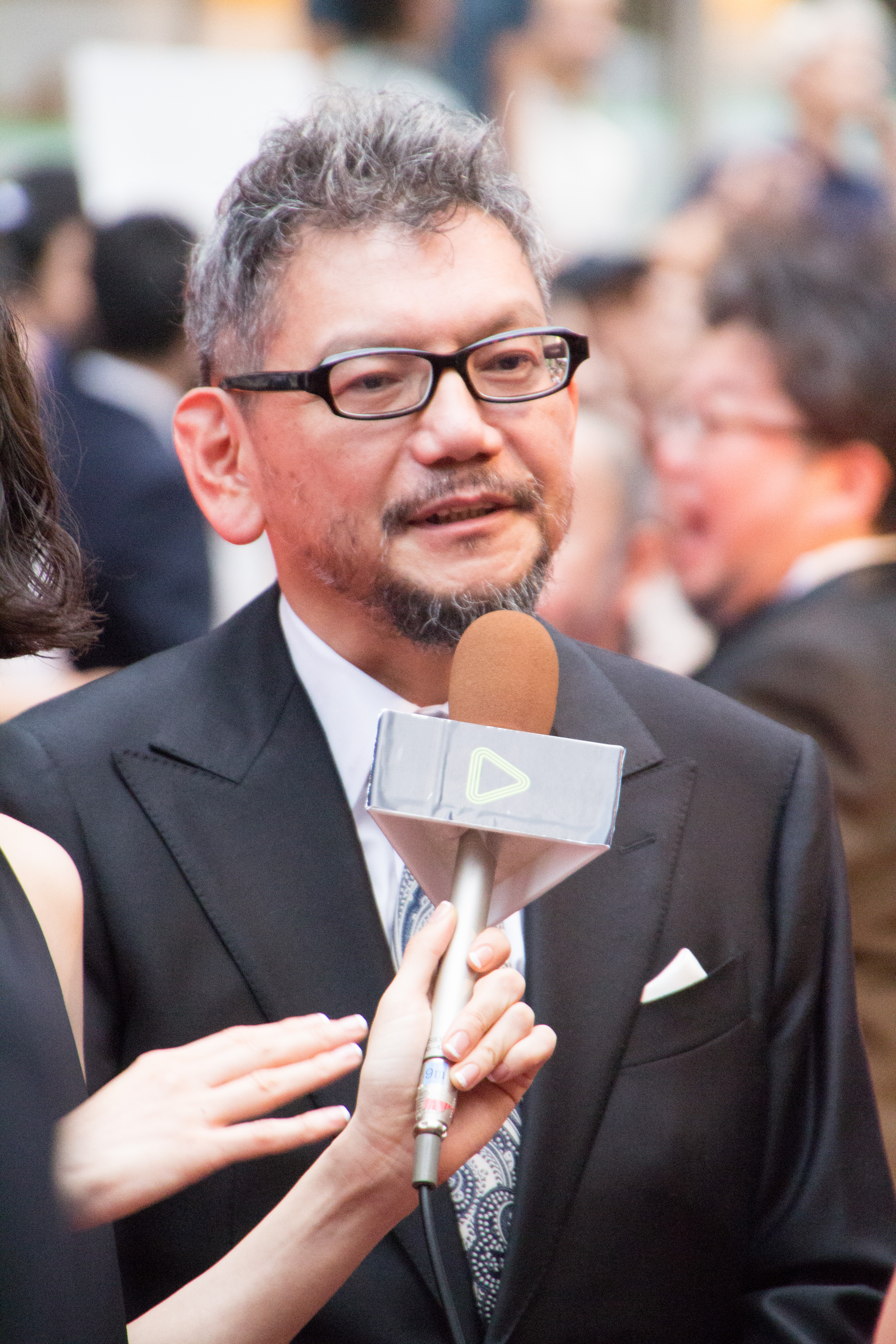
Hideaki Anno, regista e sceneggiatore di Evangelion

In Neon Genesis Evangelion vengono menzionati diversi concetti psicologici. Shinji, per esempio, nel sedicesimo episodio della serie originale rimane intrappolato all'interno di un angelo e dialoga con un altro sé stesso, che in termini psicologici e psicoanalitici è considerabile il suo doppio o alter ego; i due Shinji, uno reale, l'altro immaginario, sembrano rappresentare i concetti di Io e Super-io. I riferimenti spaziano dal complesso di Edipo all'introiezione, assieme alla formazione reattiva, l'ambivalenza, il complesso di Elettra, la libido, la destrudo e la fase orale. Numerose sequenze del lungometraggio The End of Evangelion, inoltre, citano i concetti di Eros e Thanatos in riferimento al personaggio di Shinji, caratterizzato da un continuo conflitto tra pulsione di vita e pulsione di morte. Allusioni al concetto di destrudo sono presenti anche in due colonne sonore originali della pellicola, Thanatos — If I can't be yours e Komm, süsser Tod.
Altre citazioni sono presenti nella terza puntata, in cui viene menzionato il dilemma del porcospino del filosofo tedesco Arthur Schopenhauer, e nella trama dell'ultimo episodio, che rielabora delle teorie psicoanalitiche di Sigmund Freud sulla fase orale. Diversi personaggi della serie, inoltre, sono affetti da comuni disturbi di personalità: Shinji è considerabile una personalità orale, mentre Rei fu originariamente concepita come una ragazza affetta da schizofrenia. Riferimenti a concetti filosofici o psicoanalitici sono rintracciabili anche nei titoli degli episodi della serie animata. La sedicesima puntata, ad esempio, intitolata Malattia mortale, e poi..., omaggia il saggio La malattia mortale del filosofo Søren Kierkegaard. Il titolo inglese del penultimo episodio, Do you love me?, fa invece riferimento all'omonimo libro dello psichiatra Ronald Laing, redatto come una conversazione tra individui non identificati.

## Tematiche trattate e analisi
(Hideaki Anno, dopo aver rivisto l'intera serie nel 2006)
Una delle tematiche cardine di Neon Genesis Evangelion è la comunicazione interpersonale. Secondo l'assistente alla regia, Kazuya Tsurumaki, fin dagli albori della produzione l'anime avrebbe dovuto essere una «storia sulla comunicazione» con un messaggio esortativo nei confronti degli otaku, giudicati da Hideaki Anno «eccessivamente introversi» e chiusi in sé stessi; stando alle sue parole: «Per una persona che non è già appassionata di anime sarebbe inutile vederlo. Se una persona è già in grado di vivere la propria vita e comunicare con le altre persone, da Evangelion non imparerà niente». Lo stesso Anno si è difeso da alcune accuse dicendo che: «Non sto criticando [gli otaku], sto soltanto esprimendo la mia opinione. Alcune persone credono che mi stia impicciando in cose che non mi riguardano». Secondo alcuni critici, inoltre, la trama e i personaggi di Evangelion rifletterebbero i quattro anni di depressione del regista, che sottolineò in numerose occasioni l'intento autobiografico dell'opera: «Evangelion è la mia vita impressa su pellicola. Sono ancora vivo, quindi la storia non è ancora conclusa».
A partire dalla seconda metà della serie, in cui la tematica cardine di Neon Genesis Evangelion diventa l'approfondimento dell'interiorità umana, le riflessioni sulla comunicazione interpersonale vengono portate avanti tramite diversi flussi di coscienza dei personaggi principali. Nel quattordicesimo episodio, ad esempio, è presente un lungo monologo poetico di Rei Ayanami, contrassegnato da una sequenza di parole e immagini apparentemente scollegate fra di loro. Delle sequenze simili sono presenti, nel caso di Shinji, nel sedicesimo e nel ventesimo episodio. La tecnica narrativa raggiunge il suo culmine nelle ultime due puntate della serie, nelle quali la trama procede soltanto attraverso i dialoghi e i monologhi interiori dei personaggi; l'episodio conclusivo si svolge infatti interamente nell'animo del protagonista, che si interroga sul valore della propria esistenza e sul suo rapporto con le altre persone.
Lo sceneggiatore poco prima della messa in onda della serie si dichiarò intenzionato a esplorare delle tematiche proprie della fantascienza e della filosofia contemporanea, come: «Qual è la vera natura dell'evoluzione? Qual è la relazione tra uomo e Dio? Questo Dio, nei fatti, esiste? Che cosa significherebbe per l'umanità poter definitivamente rispondere a questa domanda?». Ulteriore influenza su Evangelion e sulla sua ambientazione post-apocalittica, secondo lo stesso Hideaki Anno, è individuabile nel clima socio-culturale della guerra fredda. Stando alle sue parole la trama della serie rifletterebbe le emozioni provate dalla sua generazione, segnata dalla paura di un conflitto nucleare e dalla fine del mondo, o Armageddon; il clima di quella particolare epoca, in cui lui stesso arrivò a pensare che il mondo sarebbe finito nel ventesimo secolo, potrebbe aver influenzato il concetto di Second Impact, che avviene nella finzione narrativa nell'anno 2000. Anche i riferimenti religiosi presenti nella serie animata rispecchiano le inquietudini sue e del suo paese. A tal proposito il regista ha dichiarato che: «Il Giappone è un paese in cui avvengono spesso delle catastrofi naturali. C'è la forte sensazione che esista una divinità da qualche parte, lì fuori».

## Stile
(Hideaki Anno)
Neon Genesis Evangelion è caratterizzato dall'uso di soluzioni sperimentali; nel sedicesimo episodio, ad esempio, i dialoghi e i pensieri di Shinji vengono rappresentati attraverso delle linee bianche che si muovono su sfondo nero. In alcune scene dell'ultimo episodio però non fu adoperato il rodovetro, ma i soli schizzi dello storyboard. Questa scelta non fu il frutto della mancanza di tempo che interessò la produzione delle ultime due puntate, ma di una precisa scelta stilistica dell'autore; lui stesso disse che: «Volevo dimostrare che [...] usare i bozzetti preparatori avrebbe potuto funzionare».
Contrariamente ad altri registi d'animazione, come Mamoru Oshii o Katsuhiro Ōtomo, che tentano di concentrare in ogni singola inquadratura il maggior numero possibile di dettagli pittorici, la regia di Anno tende a raggiungere l'essenzialismo visivo e il minimalismo. Il regista, anziché moltiplicare il numero di informazioni visive presenti in un singolo fotogramma e avvicinarsi così alla cinematografia, nelle parti salienti degli episodi accelera il ritmo e la velocità del montaggio, tentando di raggiungere il massimo dell'astrazione e della sovraccumulazione visiva. Altra tecnica registica tipica della sua produzione è il cut-up, caratteristica che avvicina la sua regia al cinema di Jean-Luc Godard. Nel corso degli episodi vengono mostrate inquadrature fisse per un lasso di tempo variabile dai trenta ai novanta secondi, oppure movimenti meccanici unidirezionali in immagini fondamentalmente statiche, come quello delle scale mobili.
Neon Genesis Evangelion, da un punto di vista stilistico e narrativo, può essere diviso in due parti. Nella prima parte, in cui sembra procedere come una tradizionale serie d'animazione fantascientifica, ciascuno dei personaggi principali è presentato sotto una luce essenzialmente positiva e i vari enigmi presentati dalla vicenda sembrano giungere a una risoluzione. A partire dal sedicesimo episodio, però, la serie incomincia a perdere gli elementi di positività e leggerezza che caratterizzano le prime puntate, allontanandosi a livello estetico e narrativo dall'animazione giapponese tradizionale. La narrazione, oltre a essere molto più densa di contenuti, acquista maggiore rapidità e, invece di sciogliere tutti i nodi della trama, infittisce l'intreccio della vicenda senza offrire risposte chiare allo spettatore. L'opera, secondo lo stesso regista, grazie alla densità di informazioni rispecchia ogni persona che la guarda, e ogni spettatore percepisce la serie in modo differente.

## Media

### Anime

#### Serie televisiva

Logo di TV Tokyo

Nella mappa sono evidenziate le prefetture raggiunte dal segnale del TV Tokyo Network

La prima messa in onda della serie, svoltasi a partire da mercoledì 4 ottobre 1995 alle 18:30 su Tokyo Channel 12, ebbe una copertura nazionale molto limitata. TV Tokyo e le sue consociate nel TX Network (TV Osaka, TVQ Kyushu Broadcasting, TV Hokkaido, TV Setouchi), che trasmisero in contemporanea la serie, coprivano solamente tredici prefetture. La puntata conclusiva, andata in onda il 27 marzo 1996, raggiunse un indice di ascolto pari al 10,3%, equivalente a circa dieci milioni di spettatori. Nel 1997 la serie fu ritrasmessa in tarda serata, toccando il 5-6% di pubblico, in una fascia oraria in cui anche un 2% era ritenuto un buon indice di ascolto. A queste trasmissioni fecero seguito diverse repliche. Nel 2003 lo studio Gainax pubblicò una nuova edizione della serie animata chiamata Renewal Edition, contenente la versione del regista e il rimontaggio dei lungometraggi conclusivi con video rimasterizzato e audio nativo 5.1.

##### Edizioni italiane
La prima edizione italiana di Neon Genesis Evangelion fu curata dalla Dynamic Italia. Il doppiaggio venne eseguito presso la Cooperativa Eddy Cortese sotto la direzione di Fabrizio Mazzotta per i primi sei episodi e Paolo Cortese per i restanti venti. Con il dialoghista Gualtiero Cannarsi l'edizione vide l'introduzione della figura del "direttore artistico di produzione", un incaricato dalla casa editrice di sovrintendere a ogni singolo aspetto della localizzazione. La serie fu distribuita in tredici VHS comprensivi degli episodi in versione director's cut e usciti fra il 1997 e il 2001. A quella in VHS seguirono due edizioni in DVD a opera della Dynamic Italia e della Dynit. La prima, a cura della Dynamic, uscì nel 2002, priva degli episodi in versione director's cut. La seconda, pubblicata dalla Dynit e basata sulla Renewal Edition giapponese, uscì nel 2008 sotto la dicitura Platinum Edition.
L'anime venne trasmesso in televisione dal canale MTV: la serie completa, i cui primi due episodi comparvero nella maratona Robothon del 12 dicembre 2000, fu trasmessa a partire dal 2 ottobre 2001 e replicata più volte. Neon Genesis Evangelion fu inoltre la prima serie animata giapponese a essere trasmessa in streaming legale su internet, gratuitamente e con doppiaggio italiano; a partire dal 26 aprile 2010 ogni lunedì fu pubblicato sul canale di YouTube della Dynit un nuovo episodio della versione Platinum, disponibile sulla piattaforma per due settimane. In seguito gli episodi furono pubblicati senza limiti di tempo sulla web TV italiana Popcorn TV, venendo però eliminati qualche tempo dopo per la scadenza dei diritti.
Nel novembre del 2018 la piattaforma Netflix annunciò di aver acquisito i diritti per lo streaming della serie e dei due lungometraggi conclusivi del 1997, poi resi disponibili su scala mondiale a partire dal 21 giugno 2019. Per la pubblicazione su Netflix la serie e i lungometraggi vennero ridoppiati ex novo nelle varie lingue. Nella nuova edizione italiana, registrata presso lo studio VSI di Roma, dialoghi e direzione del doppiaggio furono nuovamente curati da Gualtiero Cannarsi e Fabrizio Mazzotta, mentre il comparto vocale venne quasi del tutto rinnovato. Il nuovo adattamento dei dialoghi andò incontro a delle critiche per delle scelte di traduzione e per la sintassi delle frasi, giudicate ampollose e difficilmente comprensibili; secondo Mazzotta la riscrittura dei copioni fece saltare dei turni di doppiaggio e il linguaggio «involuto e complicato» creò problemi in sala, tanto da far minacciare i doppiatori l'abbandono della serie.
A causa delle critiche ricevute il 28 giugno Netflix annunciò un nuovo doppiaggio italiano di Evangelion, con una revisione dell'adattamento precedente: la traccia audio corrispondente fu rimossa dalla piattaforma, rendendo la serie visibile in lingua italiana soltanto attraverso i sottotitoli. Il secondo ridoppiaggio italiano di Netflix fu poi pubblicato sulla piattaforma la mattina del 6 luglio 2020. Esso venne registrato nuovamente presso lo studio VSI di Roma, diretto da Roberto Stocchi su dialoghi italiani di Laura Cosenza, e si avvalse dello stesso complesso di doppiatori del precedente. Nel settembre 2020 Dynit annunciò la riacquisizione dei diritti della serie e dei due lungometraggi del 1997. A luglio dell'anno seguente fu presentata una nuova edizione chiamata Neon Genesis Evangelion - Ultimate Edition, uscita il 15 dicembre 2021.

#### Film
- Neon Genesis Evangelion: Death & Rebirth (1997)
- Neon Genesis Evangelion: The End of Evangelion (1997)
- Neon Genesis Evangelion: The Feature Film (1998)

#### Colonna sonora
La colonna sonora originale, raccolta in tre album usciti fra il 1995 e il 1996, fu composta da Shirō Sagisu. Oltre alle composizioni originali sono presenti alcuni celebri pezzi di musica classica, come la Suite per violoncello solo n.1 in Sol Maggiore e Herz und Mund und Tat und Leben di Johann Sebastian Bach, il Messiah di Georg Friedrich Händel, il Requiem di Giuseppe Verdi, e l'Inno alla gioia di Ludwig van Beethoven. La sigla di apertura è Zankoku na tenshi no these (残酷な天使のテーゼ?), interpretata dalla cantante giapponese Yōko Takahashi. Il brano di chiusura è rappresentato dal successo pop del 1954 Fly Me to the Moon, scritto da Bart Howard e interpretato dalla cantante britannica Claire Littley e dalle doppiatrici femminili dell'anime, Megumi Hayashibara, Kotono Mitsuishi e Yūko Miyamura, in versioni differenti da episodio a episodio. Solo nell'edizione pubblicata su Netflix nel 2019 quest'ultimo brano è stato eliminato in tutte le versioni localizzate, esclusa quella giapponese, sostituito da un estratto della colonna sonora montato sul video della sigla finale.

### Manga

Copertina del decimo volume della prima edizione italiana del manga. Da sinistra a destra: Rei, Shinji, e Asuka

Il manga di Neon Genesis Evangelion, scritto e disegnato da Yoshiyuki Sadamoto, già character designer della serie animata, ha debuttato nel 1994 sulla rivista giapponese Shōnen Ace, edita da Kadokawa Shoten. Il manga, pubblicato con periodicità irregolare, è stato trasferito a partire dal 78º capitolo sulla rivista seinen Young Ace, anch'essa della Kadokawa. L'opera si è conclusa dopo novantasei capitoli con la pubblicazione del capitolo finale nel giugno del 2013. I singoli capitoli sono stati poi raccolti in quattordici tankōbon. La pubblicazione si è conclusa il 20 novembre 2014, con l'uscita del quattordicesimo e ultimo tankōbon.

#### Manga spin-off
Sono stati realizzati diversi manga spin-off ambientati nell'universo di Evangelion:
- Evangelion Iron Maiden (新世紀エヴァンゲリオン 鋼鉄のガールフレンド2nd?, Shin seiki Evangerion - Kōtetsu no gārufurendo sekando), un manga shōjo di Fumino Hayashi basato sulla realtà alternativa presentata nel ventiseiesimo episodio della serie televisiva e caratterizzato da un'ambientazione scolastica, con particolare attenzione sulle relazioni sentimentali fra i personaggi. Il manga, pubblicato sulla rivista Monthly Asuka dal 2003 al 2005, è stato raccolto in sei tankōbon.
- Neon Genesis Evangelion The Shinji Ikari Raising Project (新世紀エヴァンゲリオン 碇シンジ育成計画?, Shin seiki Evangerion - Ikari Shinji ikusei keikaku), un manga shōnen di Osamu Takahashi ad ambientazione scolastica e focalizzato sulle relazioni interpersonali dei protagonisti.
- Evangelion: Cronache degli angeli caduti (新世紀エヴァンゲリオン 学園堕天録?, Shin seiki Evangerion - Gakuen datenroku), un manga shōjo di Ming Ming, pubblicato da marzo 2008 a dicembre 2009 sulla rivista Monthly Asuka e distribuito in quattro tankōbon.
- Evangelion - Detective Shinji Ikari (新世紀エヴァンゲリオン 碇シンジ探偵日記?, Shin seiki Evangerion - Ikari Shinji tantei nikki), un manga realizzato da Takumi Yoshimura, che vede Shinji nei panni di un investigatore. Il manga, pubblicato sulla rivista Monthly Asuka, è stato raccolto in due tankōbon.
- Petit Eva - Evangelion@School (ぷちえゔぁ〜EVANGELION@SCHOOL〜?, Puchi Eva ~Evangerion atto sukūru~), una serie parodistica in stile super deformed disegnata da Ryūsuke Hamamoto. L'opera, dopo essere stata pubblicata nel 2008 sulla rivista Monthly Shōnen Ace, è stata raccolta e distribuita in due volumi. Dal manga è tratto un ONA in computer grafica 3D di ventiquattro episodi da tre minuti l'uno.

### Rebuild of Evangelion
Nel 2006 Hideaki Anno annunciò la produzione di Rebuild of Evangelion (ヱヴァンゲリヲン新劇場版?, Evangerion shin gekijōban, lett. "Evangelion nuova versione cinematografica"), una tetralogia cinematografica i cui primi due capitoli avrebbero riassunto e reinterpretato la serie animata originale, distaccandosene negli ultimi due con un ulteriore finale inedito. Benché siano stati prodotti coinvolgendo il personale della serie animata la loro produzione è stata affidata allo Studio Khara, casa di produzione fondata e voluta da Hideaki Anno in persona.

### Videogiochi
Dalla serie sono stati tratti diversi videogiochi, nessuno dei quali è stato tradotto in italiano.

### Film live action
Nel maggio del 2003 venne annunciato un adattamento cinematografico dal vivo della serie animata durante il Festival di Cannes. Il lungometraggio sarebbe stato prodotto dalle aziende ADV Films, Gainax e Weta Workshop. Il presidente della ADV Films, John Ledford, confermando le voci che circolavano da tempo sulla possibile produzione della pellicola, dichiarò che: «Considerate la qualità e l'importanza del titolo della Gainax, l'abilità della Weta nella creazione di effetti speciali e la nostra grande esperienza nella vendita e nella promozione di animazione giapponese, questo progetto è una di quelle opportunità che capitano una sola volta nella vita». Ulteriori dettagli vennero dati nel 2005 dal cofondatore della ADV, Matt Greenfield, secondo il quale il lungometraggio sarebbe stato girato e prodotto in almeno un anno, «ma molto probabilmente in tre o quattro». Sembra che la casa di distribuzione fosse riuscita a ottenere circa «la metà dei centoventi milioni di dollari» necessari per la realizzazione della pellicola.
Nel 2004 la Weta realizzò e pubblicò sul proprio sito web i primi bozzetti che sarebbero serviti per la realizzazione dei costumi, delle scenografie e degli effetti speciali. Nei bozzetti molti personaggi femminili avevano una denominazione differente: Rei Ayanami sarebbe diventata Ray, Asuka Kate Rose e Misato Susan Whitnall. In seguito però non si ebbero notizie e i bozzetti scomparvero dal sito dell'azienda. Un segnale di ripresa sembrò esserci nel maggio del 2009: durante la cerimonia d'apertura dell'Anime Central Convention di Rosemont, Matthew Greenfield dichiarò che la produzione del lungometraggio sarebbe «iniziata molto presto, e non sto scherzando». Greenfield riferì di non poter dare ulteriori dettagli a causa dell'avvicinarsi della firma dei contratti. Qualche mese dopo, nel febbraio del 2010, il produttore della pellicola, Joseph Chou, confermò le dichiarazioni del collega, datando un possibile inizio di produzione nel 2011. Nell'agosto di quell'anno però la ADV chiamò in causa lo studio Gainax. Secondo la ADV la Gainax si rifiutò di «adempiere ai propri obblighi» di contratto e di «confermare la legittima acquisizione dei diritti d'autore» dello studio statunitense.

## Accoglienza

Foglio di francobolli dedicato a Neon Genesis Evangelion emesso dalle poste giapponesi

Neon Genesis Evangelion all'indomani della sua prima messa in onda diventò il centro di accese polemiche fra gli appassionati di animazione, che si divisero in due schieramenti. Da un lato ci fu chi la ritenne la più bella serie animata di sempre, e dall'altro chi la considerò invece un'opera sopravvalutata. Ulteriore motivo di controversia diventarono delle scene di sesso o di violenza presenti nel diciottesimo e nel ventesimo episodio della serie, nonché le ultime due puntate, le quali delusero molti appassionati. Anche in tal caso il pubblico si divise in due fazioni, composte da chi elogiò gli episodi, credendo che fossero profondi, e chi invece li criticò, pensando che il loro significato fosse solamente apparente. Nonostante le polemiche generate dagli episodi finali, e proprio in virtù delle accese discussioni che si generarono, Neon Genesis Evangelion acquisì grande notorietà, sia su scala nazionale, sia su scala internazionale.
La popolarità acquisita fece sì che esso emergesse in diversi sondaggi di popolarità. Immediatamente dopo la conclusione della sua prima messa in onda Neon Genesis Evangelion venne eletta miglior serie animata del momento negli Anime Grand Prix del 1996 e del 1997, due grandi sondaggi condotti annualmente dalla rivista giapponese Animage. La pellicola The End of Evangelion riuscì ad arrivare in prima posizione nell'Anime Grand Prix del 1998, rendendo Evangelion il primo franchise a conquistare il premio per tre volte di fila. Nel 2005 l'emittente televisiva TV Asahi collocò l'anime al ventesimo posto fra le cento serie animate più amate di sempre dal pubblico giapponese. Un risultato analogo si registrò nel 2006, anno in cui salì al secondo posto. Durante il Japan Media Arts Festival di quell'anno fu chiesto a ottantamila appassionati giapponesi quali fossero i migliori anime di sempre, occasione in cui la serie riuscì a emergere prima.
Nel 2007 i siti web One's Communication e Otaba svolsero un'indagine riguardo agli otaku e agli appassionati di animazione giapponese; agli intervistati venne chiesto quale serie animata li abbia condotti a diventare otaku ed essi fornirono una grande varietà di risposte, fra le più gettonate delle quali Evangelion si classificò seconda. Nel 2010 l'Università Politecnica di Tokyo chiese agli appassionati quale aspetto della cultura giapponese potesse meglio rappresentare il Cool Japan; Neon Genesis Evangelion riuscì a conquistare il sesto posto all'interno della categoria animazione con il 38% dei voti. Analogo risultato si registrò nel 2013, anno in cui la società di ricerca Neo Marketing svolse un'indagine in cui chiese a cinquecento intervistati con un'età compresa fra i venti e i sessant'anni quali fossero gli anime più raccomandabili per un pubblico estero, occasione in cui Evangelion emerse al settimo posto.

### Critica
(Hiroki Endo)
Evangelion ha ricevuto un'accoglienza positiva da parte della critica ed è diventata la serie animata giapponese più elogiata del decennio; la sua popolarità con il tempo non è affievolita, trasformandosi invece in un titolo di culto. Secondo Amos Wong di Aerial Magazine: «Cogliendo [Hideaki Anno] di sorpresa, [Neon Genesis Evangelion] venne valutato dalla critica giapponese, e successivamente europea e americana, come l'anime di riferimento degli anni novanta». La scrittrice statunitense Susan J. Napier ha elogiato più volte Neon Genesis Evangelion, chiamandola, assieme ad altri anime come Princess Mononoke e Ghost in the Shell, «un'opera straordinariamente complessa», un importante esempio di «anime intellettuale». Il sito di Madman Entertainment lo ha inserito al primo posto fra i migliori venti anime di tutti i tempi.
IGN lo ha citato al decimo posto tra le migliori serie animate di sempre, elogiandone le tematiche e la profonda introspezione psicologica dei personaggi: «Nessun'altra serie d'animazione giapponese è stata in grado di catturare la nostra attenzione con una storia fantascientifica così matura e intelligente». Simili commenti sono stati espressi da numerosi recensori di importanti testate giornalistiche. Secondo Mike Hale del The New York Times, ad esempio, Neon Genesis Evangelion «è un anime superiore, un mecha di insolita profondità». Per Charles Solomon del Los Angeles Times la serie è «un'opera intrigante e sofisticata», mentre per lo scrittore italiano Andrea Fontana Evangelion è «la migliore serie [animata giapponese] mai realizzata», «una pietra miliare dell'animazione nipponica».
Martin Theron, recensore di Anime News Network, ne ha elogiato il reparto tecnico e sonoro, e in particolare il «distintivo» character design di Sadamoto e l'«elegante» mecha design delle unità Evangelion. Ulteriori giudizi positivi sono stati espressi da Peter Cahill di Ex.org, che ha elogiato il terzo e il quarto episodio della serie, e da Matt Jong di Anime News Network. Critiche e riserve sul lato tecnico sono state espresse dai siti Anime Planet e Anime Critic, soprattutto per il continuo riciclo di animazioni già usate. Il regista Yoshiyuki Tomino ha invece giudicato negativamente la trama e i personaggi della serie; Tomino infatti ha criticato i produttori dell'opera, rei, a suo dire, di non aver cercato «di divertirsi o di accattivarsi il pubblico», cercando invece di dimostrare «che tutte le persone al mondo sono depresse» e senza speranza: «Non penso affatto che sia un'opera d'arte. Noi [registi] dovremmo cercare di mostrare alle persone come vivere una vita più sana, più piena, promuovere la loro identità, il loro senso di comunità e incoraggiarle. Non posso accettare un'opera che dica altrimenti».
Secondo Mike Crandol, critico e recensore di Anime News Network, «Evangelion è una delle opere d'animazione più belle mai prodotte». Analogo parere è stato espresso dal suo collega Zac Bertschy, secondo il quale la maggior parte delle critiche rivolte a Evangelion sarebbero da imputare alla scarsa propensione riflessiva degli spettatori. Allen Divers, altro recensore di Anime News Network, in un commento su alcuni degli ultimi episodi della serie ha scritto che: «Evangelion rimane bellissimo e splendido. Le immagini pullulano di emozione e riescono ad adattarsi perfettamente all'atmosfera della scena». La trama e le tematiche di Neon Genesis Evangelion, secondo Divers, richiederebbero un certo «sforzo» intellettivo da parte del fruitore, ragion per cui uno spettatore disimpegnato e poco accorto non sarebbe in grado di comprenderla o apprezzarla pienamente. Secondo lui: «I personaggi e la trama di Evangelion sarebbero capaci di complessare Sigmund Freud in persona».
Nel corso degli anni la serie animata ha vinto importanti premi e numerosi riconoscimenti. Nel 1996 Neon Genesis Evangelion e Hideaki Anno sono stati premiati come miglior serie televisiva e miglior regista dell'anno agli Animation Kobe. Analogo risultato si è registrato agli Animation Kobe dell'anno seguente, occasione in cui il videogioco Shin seiki Evangelion - Kōtetsu no girlfriend è stato eletto miglior software interattivo dell'anno, i lungometraggi Death & Rebirth e The End of Evangelion hanno ricevuto lo "Special Audience Choice Award" e Shirō Sagisu il premio per la migliore colonna sonora originale. Lo stesso anno la serie è stata premiata alla diciottesima edizione del Nihon SF Taisho Award, a pari merito con il romanzo Gamōtei jiken di Miyuki Miyabe, e alla prima edizione del Japan Media Arts Festival.

## Eredità culturale
Neon Genesis Evangelion rimase a distanza di anni dalla sua prima messa in onda una delle serie animate giapponesi di maggior successo e influenza di sempre. Secondo Hiroki Azuma, critico culturale e rinomato studioso del fenomeno otaku, la serie provocò una netta spaccatura nel settore dell'animazione giapponese; in seguito al grande interesse mediatico sviluppatosi nei suoi confronti la subcultura otaku, dapprima chiusa e circoscritta a una limitata categoria di persone, diventò un fenomeno sociale di massa, e le sue regolari repliche contribuirono a far aumentare il numero di appassionati di animazione. Anche il Mainichi Shinbun si interessò del fenomeno, imputando a Evangelion la nascita e la diffusione della cosiddetta «terza generazione otaku, composta da tutti quei giovani adulti cresciuti leggendo il manga o guardando la serie televisiva originale», di cui si dichiarò appartenente, tra gli altri, lo scrittore giapponese Tatsuhiko Takimoto. Grazie all'enorme popolarità dell'anime si diffuse un interesse per il mondo del cosplay; lo stesso termine otaku, inizialmente usato con intento dispregiativo e denigratorio, conobbe diffusione mediatica.

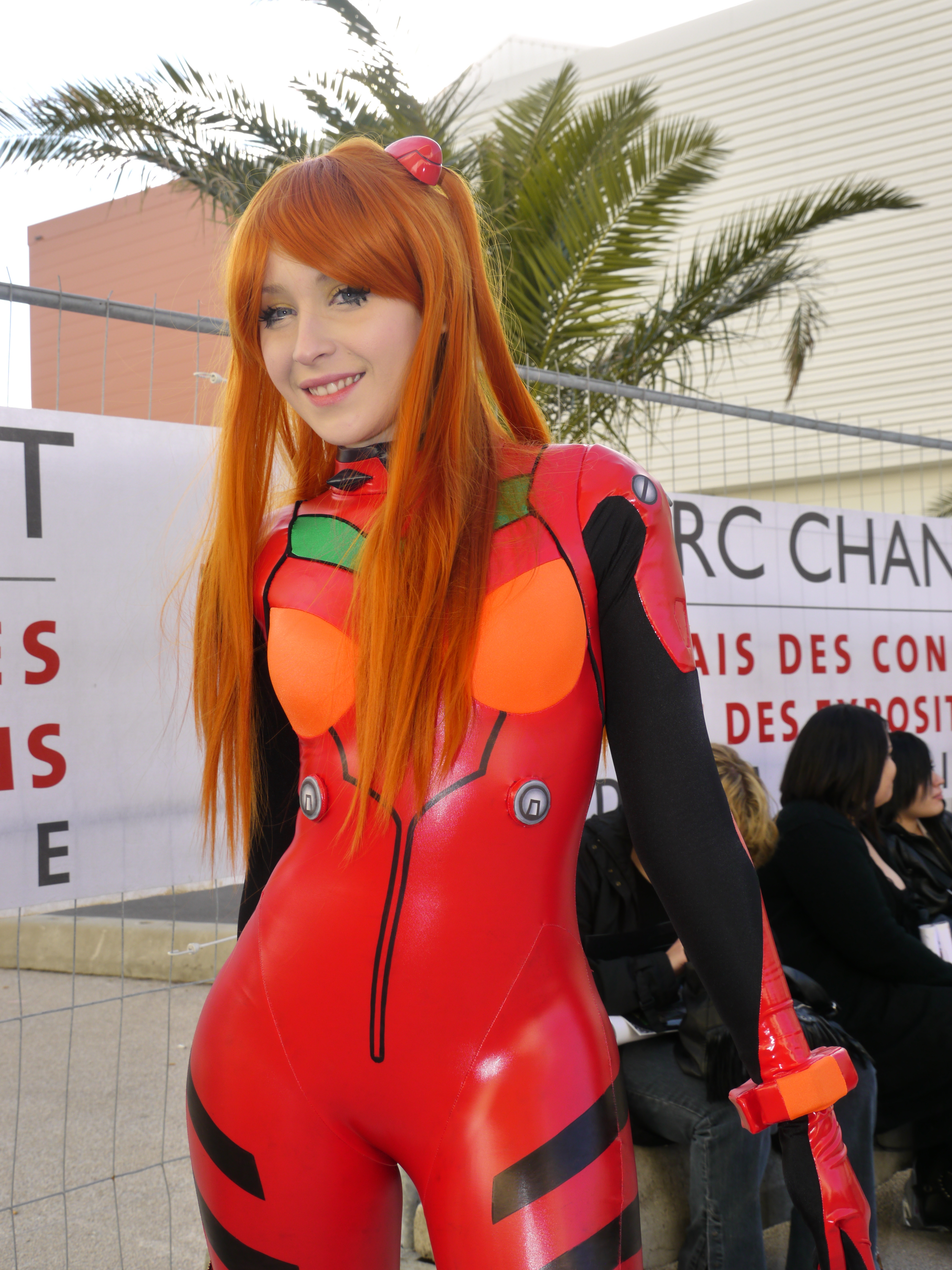
Cosplayer di Asuka

La serie ebbe un notevole impatto sul mercato e sulla cultura di massa giapponese, contribuendo a generare una globale riconsiderazione del valore culturale degli anime televisivi. Negli anni immediatamente antecedenti alla sua uscita l'animazione seriale viveva una fase di profonda crisi, surclassata dal successo del direct to video e dei videogiochi; Evangelion però inaugurò un nuovo e duraturo periodo fertile per l'animazione televisiva, indicato con il nome di nuova animazione seriale giapponese, esercitando una notevole influenza sulle dinamiche dell'animazione seriale futura e innescandone un processo di radicale rinnovamento. Il nuovo orientamento introdusse numerose innovazioni e contribuì a una maggiore autorialità dei produttori, alla concentrazione delle risorse in un minor numero di episodi, a un'impostazione registica più vicina alla cinematografia dal vero, a un drastico ridimensionamento del rapporto di dipendenza dai soggetti dei manga e a una maggiore libertà dai vincoli del merchandising inteso come fonte d'ispirazione obbligatoria.
La nuova animazione seriale inaugurata dalla serie fece sì che i successivi anime mecha si adeguassero alla tendenza, declinando definitivamente il genere robotico-fantascientifico ispirato alle opere di Gō Nagai, come Brain Powerd e Terrestrial Defense Corp. Dai-Guard. Nel corso degli anni riuscì ad attirare l'attenzione di intellettuali giapponesi, diventando un fenomeno sociale. In seguito al successo delle repliche della serie, trasmesse nel 1997 in tarda serata, ci fu un drastico aumento degli anime trasmessi in fascia oraria notturna; nel 1996 c'era solamente una serie trasmessa in tarda serata, mentre nel 1997 il loro numero salì a dodici, per poi raddoppiare l'anno seguente. Secondo la rivista Newtype: «Eva ha rivoluzionato l'intera [sub]cultura otaku. [...] È stato l'inizio di qualcosa di completamente nuovo, a cui seguì una sfilza di titoli simili». Negli anni immediatamente successivi alla sua prima messa in onda si manifestò un'esplosione di interesse per l'animazione giapponese. Secondo Keisuke Iwata di TV Tokyo, inoltre, Evangelion ebbe il merito di diffondere ancora di più gli anime e di sensibilizzare il mercato internazionale, che divenne più ricettivo e attento ai nuovi titoli proposti dagli studi d'animazione. Anche in Italia ebbe successo, rivelandosi una delle opere che maggiormente contribuirono al cosiddetto "Second Impact", una rinascita del medium sul mercato italiano verificatasi nella seconda metà degli anni novanta.
Sia esplicitamente, sia implicitamente, molte serie successive a Evangelion lo hanno evocato, citato o imitato. La sua influenza secondo la critica e gli studiosi di anime sarebbe rintracciabile in Serial Experiments Lain, RahXephon, Texhnolyze, Gasaraki, Boogiepop Phantom, Blue submarine no. 6, Mobile Battleship Nadesico, Dual! Parallel Trouble Adventure, Megami kōhosei, Argento Soma e Generator Gawl. Anche il mecha design degli Evangelion, caratterizzato da una maggiore somiglianza alla figura umana rispetto a serie affini del passato, e il design astratto degli angeli ebbero un impatto di considerevole entità nelle produzioni seguenti. Altri artisti presero ispirazione da Evangelion, come Tomoki Kyōda, regista di Eureka Seven, Wes Anderson, Gege Akutami, autore di Jujutsu kaisen - Sorcery Fight, e Marc Gordon Bates, regista della prima stagione di W.I.T.C.H.. Makoto Shinka citò Hideaki Anno come un'importante influenza sul proprio stile registico e dichiarò di aver particolarmente apprezzato gli ultimi episodi della serie; lui stesso disse che Evangelion gli fece capire che: «Gli anime non devono avere per forza un sacco di azione e di movimento. A volte si può parlare di parole o, addirittura, della mancanza di parole. E di queste cose solitamente non si parla». Altre serie successive hanno omaggiato o citato Evangelion, come Abenobashi - Il quartiere commerciale di magia, FLCL, Koi Koi Seven, Baka to test to shōkanjū, Plastic Memories, Hayate no gotoku!, Air Gear, Keroro, le statunitensi Regular Show, My Little Pony - L'amicizia è magica, Gravity Falls, Rick and Morty e Steven Universe, nonché la pellicola One Hour Photo di Mark Romanek. La sua influenza è rintracciabile anche in campo musicale. La serie ha infatti ispirato il gruppo rock Fightstar per le tematiche dell'album Grand Unification e quello dei Rey, il cui nome costituisce un omaggio al personaggio di Rei Ayanami.

## Merchandising

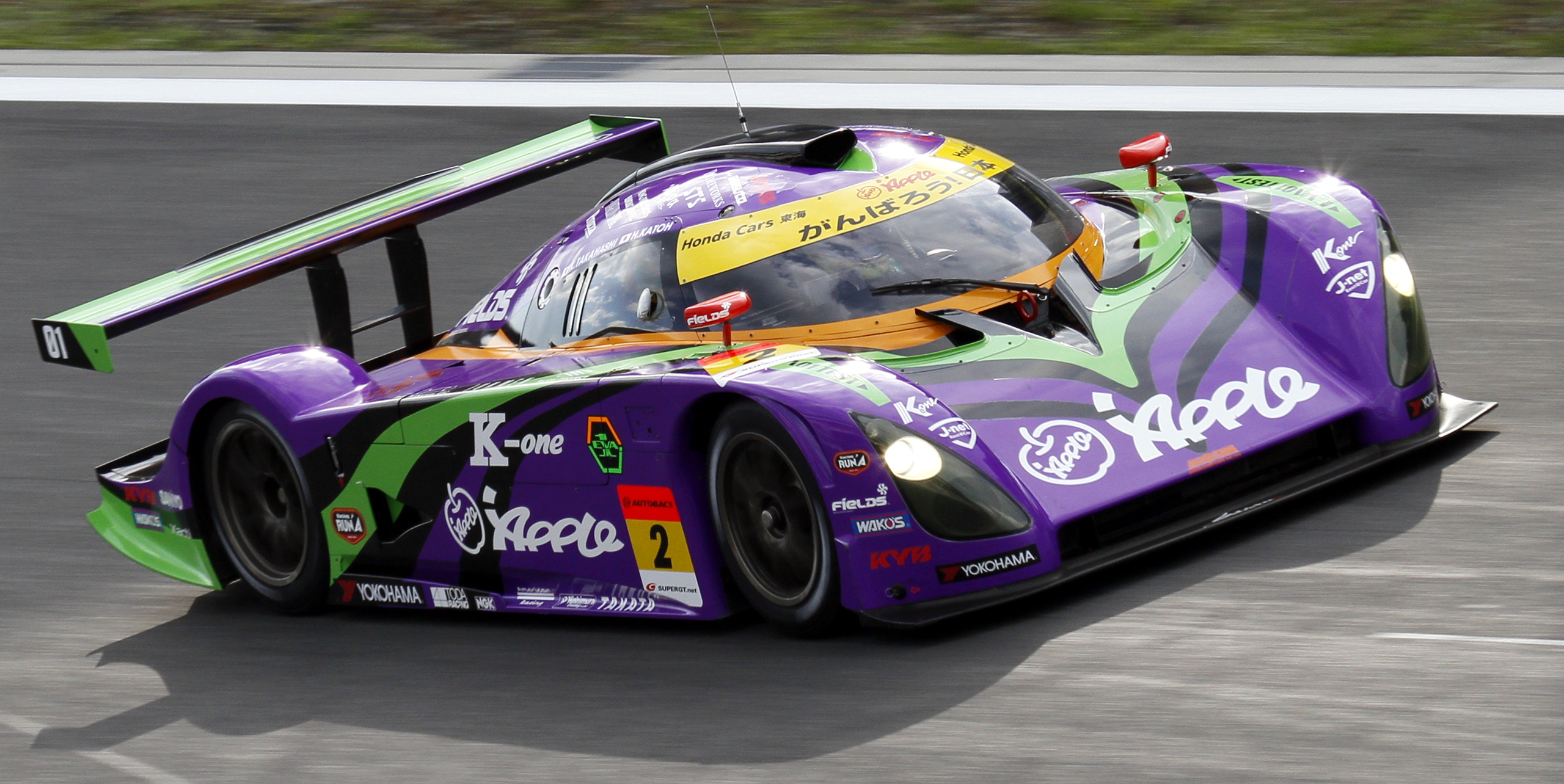
Una Evangelion RT Test Type-01 Apple Shiden, modello di automobile da corsa con la livrea ispirata ai colori dell'Eva-01

In Giappone Evangelion incassò centinaia di milioni di dollari, grazie a un attento sfruttamento commerciale e alla distribuzione di un'ampia gamma di prodotti, come telefoni e computer portatili. Nel 1997, anno d'uscita dei lungometraggi Death & Rebirth e The End of Evangelion, il merchandising su Neon Genesis Evangelion raggiunse i trecento milioni di dollari di incassi. Sembra che il 70% circa degli introiti fosse rappresentato dagli incassi dell'edizione laserdisc (con più di due milioni di copie vendute), dei tre CD della colonna sonora originale (900 000 copie), di tre singoli (800 000 copie), di diversi CD-ROM (200 000 copie) e dei primi tre volumi del manga di Yoshiyuki Sadamoto (con più di tre milioni di copie). Anche il merchandise relativo alle tre protagoniste femminili dell'anime portò a notevoli incassi. Secondo lo scrittore Kazuhisa Fujie Rei superò tutti gli altri personaggi della serie e diventò così popolare da essere soprannominata «la premium girl» dai media.
L'edizione laserdisc di Neon Genesis Evangelion infranse numerosi primati di vendite nazionali, grazie a milioni di esemplari venduti. Analogo risultato si registrò per l'edizione DVD, i cui introiti rimasero stabili anche a un decennio di distanza dalla prima messa in onda. Secondo il ricercatore italiano Guido Tavassi, inoltre, alcune uscite della serie, che singolarmente prese raggiunsero le 50 000 copie, sfiorarono le 75 000 unità: «Per rendersi conto delle dimensioni del fenomeno, si consideri che le uscite home video [di Evangelion] [...] [incassarono] il doppio o il triplo degli anime più venduti di sempre fino ad allora». Lo studio Gainax, grazie all'enorme successo del franchise di Evangelion, cominciò a vendere più giochi e software di quanto avesse fatto fino a quel momento. Anche l'azienda Bandai si lanciò nella produzione e nella distribuzione di giocattoli e di modellini sulla serie. Stando a quanto riferito da Tavassi Neon Genesis Evangelion ebbe un impatto di miliardi di yen sull'economia giapponese, contribuendo in maniera determinante alla diffusione del DVD, il nuovo supporto ottico digitale che andò a sostituire il laserdisc: «Difatti la nuova politica commerciale inaugurata della Gainax – presto seguita su questa strada da tutti i produttori – vedeva nel passaggio televisivo non più il punto di arrivo degli anime seriali, ma solo una sorta di vetrina, il trampolino di lancio per la vendita dell'edizione home video».
Fino al 1998 Evangelion incassò ottocento milioni di dollari di home video e altri quattrocento milioni di merchandising. Secondo una stima dello Sponichi Annex nel 2007 il franchise raggiunse i centocinquanta miliardi di yen d'incassi, diventando uno dei più remunerativi dell'animazione giapponese e in assoluto. Soltanto gli incassi dei pachinko e di pachislot toccarono i settecento miliardi di yen, con una circolazione di circa due milioni di unità, di cui 250 000 pachinko ad agosto 2013. Nel 2013 gli incassi di CD, manga, DVD e libri raggiunsero quasi quattro miliardi di yen, con più di undici milioni di dollari in home video nei soli Stati Uniti.

### Testi e saggi accademici
- (JA) Kaichiro Morikawa, The Evangelion Style, Tokyo, Daisan Shokan, 1997, ISBN 4-8074-9718-9.
- Arianna Mognato, Super Robot Anime – Eroi e robot da Mazinga Z a Evangelion, Milano, Yamato Video, 1999.
- (EN) Susan J. Napier, Anime from Akira to Princess Mononoke: Experiencing Contemporary Japanese Animation, Basingstoke, Palgrave Macmillan, 2001, ISBN 0-312-23863-0.
- (EN) Susan J. Napier, When the Machines Stop: Fantasy, Reality, and Terminal Identity in «Neon Genesis Evangelion» and «Serial Experiments Lain» (abstract), in Science Fiction Studies, vol. 29, n. 3, Greencastle, SF-TH Inc., novembre 2002,  pp. 418-435, ISSN 0091-7729 (WC · ACNP).
- (EN) Kazuhisa Fujie, Martin Foster, Neon Genesis Evangelion: The Unofficial Guide, Tokyo, DH Publishing, 2004, ISBN 0-9745961-4-0.
- (EN) Takashi Murakami, Little Boy: The Arts Of Japan's Exploding Subculture, New Haven, Yale University Press, 2005, ISBN 0-300-10285-2.
- (EN) Jonathan Clements e Helen McCarthy, The Anime Encyclopedia: A Guide to Japanese Animation Since 1917 - Revised & Expanded Edition, Berkeley, Stone Bridge Press, 2006, ISBN 1-933330-10-4.
- (JA) Christopher Bolton, István Csicsery-Rónay e Takayuki Tatsumi, Robot Ghosts and Wired Dreams: Japanese Science Fiction from Origins to Anime, Minneapolis, University of Minnesota Press, 2007, ISBN 0-8166-4974-X.
- Andrea Fontana e Davide Tarò, Anime. Storia dell'animazione giapponese 1984-2007, Piombino, Il Foglio Letterario, 2007, ISBN 978-88-7606-160-8.
- (EN) Brian Camp e Julie Davis, Anime Classics Zettai! : 100 Must-See Japanese Animation Masterpieces, Berkeley, Stone Bridge Press, 2007, ISBN 1-933330-22-8.
- (EN) Satomi Ishikawa, Seeking the Self: Individualism and Popular Culture in Japan, Bern, Peter Lang, 2007, ISBN 3-03910-874-3.
- (EN) Thomas Lamarre, The Anime Machine: A Media Theory of Animation, Minneapolis, University of Minnesota Press, 2009, ISBN 0-8166-5155-8.
- (EN) Gerald Alva Miller Jr., Exploring the Limits of the Human Through Science Fiction, Basingstoke, Palgrave Macmillan, 2012, ISBN 1-137-26285-0.
- Guido Tavassi, Storia dell'animazione giapponese. Autori, arte, industria, successo dal 1917 a oggi - Nuova edizione ampliata e aggiornata, Latina, Tunué, 2022, ISBN 978-88-6790-475-4.
- Andrea Fontana, La bomba e l'onda. Storia dell'animazione giapponese da Hiroshima a Fukushima, Milano, Bietti, 2013, ISBN 88-8248-282-0.